# SN 2007rp
SN 2007rp – supernowa typu Ia odkryta 5 listopada 2007 roku w galaktyce A221343+0023. W momencie odkrycia miała maksymalną jasność 22,30m.